# Segredo (minissérie)
Segredo (no Brasil, Coração Navegador) é uma série de televisão luso-brasileira produzida através de uma parceria entre a Stopline Filmes, Accorde Filmes e RTP1, gravada em 2004 no Brasil e exibida originalmente em Portugal entre 25 de setembro de 2004 e 9 de janeiro de 2005, em 28 episódios. Escrita por Patrícia Müller, Pedro Zimmermann e Izaías Almada, com direção de Leonel Vieira, Patrícia Siqueira e Paulo Nascimento. No Brasil, foi exibida em formato de telenovela pela TV JB entre 17 de abril (quando o canal estreou) e 11 de junho de 2007. Ao completar 15 capítulos exibidos, o canal passou a reprisá-los, tendo sua exibição inédita cancelada sem aviso prévio. A previsão era exibir a trama em 60 capítulos.

## Enredo
Decidido a encontrar o responsável pela morte do pai, ocorrida em Lisboa no ano de 1971, Pedro Soares e Castro, vice-presidente e principal executivo da TELCOM, empresa multinacional na área das telecomunicações, parte em viagem para o Brasil. É aqui que reencontra o irmão Diogo, diretor da empresa no país. A rivalidade entre os dois é acentuada pela desconfiança: Diogo imagina um complot familiar contra ele e Pedro duvida da honestidade do irmão.
Conflitos paralelos envolvendo outras personagens como os sobrinhos de Pedro (Susana e João), a irmã (Joana Soares e Castro) e a própria filha (Raquel), conferem à trama um sabor de intriga em terras tropicais e realçam a importante presença portuguesa no Brasil, a sua influência passada e presente. A procura do assassino do pai conduz Pedro a Canela, terra de José Alves, rico fazendeiro português e principal suspeito do crime. É também nesta vila que Pedro conhece Martins e Sousa, inimigos e antigos sócios de José Alves. Juntos, começam a minar as atividades do poderoso rival. O que Pedro não sabe é que a mulher por quem se apaixonou no Brasil é filha do seu maior inimigo.

## Elenco
- Ingra Liberato - Isabel
- Maria João Bastos - Suzana
- Paulo Pires - Pedro
- Antonio Cordeiro - Diogo
- Helena Laureano - Joana
- Simone de Oliveira - Dona Elisa
- Margarida Vila-Nova - Raquel
- Ana Bustorff - Ana
- Cristovão Campos - João
- Leonardo Machado - Miguel
- Jeffersonn Silveira - Carlos
- Clemente Viscaíno - detetive contratado por Pedro
- Laura Soveral
- Maria José Paschoal
- Adriana Rabello
- Jair Dresch - capitão de buscas
- Antonio Czamanski - prefeito de Canela